# Maggie Simpsonová v „Síla se probouzí po šlofíku“
Maggie Simpsonová v „Síla se probouzí po šlofíku“, zkráceně Síla se probouzí po šlofíku (v anglickém originále Maggie Simpson in "The Force Awakens from Its Nap", zkráceně The Force Awakens from Its Nap) je americký animovaný komediální krátký film z roku 2021 založený na animovaném televizním seriálu Simpsonovi. Režisérem byl David Silverman, producenty filmu byli James L. Brooks, Matt Groening, Al Jean, Richard Raynis, Richard Sakai, Matt Selman a Denise Sirkot. Scénář napsali Joel H. Cohen, Al Jean a Michael Price.
Byl vydán 4. května 2021 na Disney+ v rámci oslav Dne Hvězdných válek. Jedná se o třetí krátký film s Maggie Simpsonovou, který následuje po filmech Simpsonovi: Maggie zasahuje (2012) a Maggie Simpsonová v „Rande s osudem“ (2020).

## Děj
Marge Simpsonová odveze Maggie do nové školky s názvem „Jabbova chýše“, kde je mnoho dětí Jediů ze světa Hvězdných válek, včetně malého Chewbaccy. Když droid odnese Maggie dudlík, pomůže jí ho najít droid BB-8 – díky tomu, že Maggie na jeho anténu přiloží svou modrou stužku, dokáže droida najít v místnosti plné podobných robotů, a tak najde i svůj dudlík. Následuje souboj se světelnými meči mezi Maggie a malým Geraldem. Navzdory výbuchu Hvězdy smrti Gerald použije Sílu a pohřbí Maggie pod knihovnou. Ta však díky pravidlům Hvězdných válek zázračně unikne, protože „fetišistické postavy ve skutečnosti nikdy neumírají“. 

## Produkce

### Výroba
V lednu 2021 přišel producent Simpsonových James L. Brooks s nápadem vytvořit sérii krátkých filmů pro Disney+. Protože Simpsonovi byli na hitem Disney+, Brooks navrhl vytvořit crossoverové animáky s dalšími franšízami společnosti Disney.
Vedoucí producent seriálu Simpsonovi Al Jean se rozhodl natočit první krátký film o Hvězdných válkách.
Společnosti Lucasfilm i Disney+ byly nápadem nadšeny a požádaly autory Simpsonových, aby krátký film připravili do 4. května 2021, kdy se slaví Den Hvězdných válek.

### Scénář
První verze scénáře byla hotová do 18. ledna 2021. Scenáristé a režisér po celou dobu vývoje krátkého filmu úzce spolupracovali s Lucasfilmem, předkládali návrhy a ujišťovali se, že tým Simpsonových využil celé spektrum jejich postav. Krátký film byl dokončen 30. dubna, čtyři dny před uvedením do kin.
Při úpravách scénáře byla vystřižena scéna, v níž rodiče, včetně Mandaloretů, vyzvedávají ze školky své děti.

## Kulturní odkazy
Krátký film obsahuje velké množství odkazů na svět Hvězdných válek. Jedi Obi-Wan používá Sílu a světelný meč k přípravě sendvičů, Ahsoka jako Jedi trestá děti ponořením do karbonitu, jako popelnice je použit android R2-D2, Kyborg podobný generálu Grievousovi vymění dítěti plenku a úhlavní nepřítel – malý Gerald – představuje Darth Maula.

## Přijetí
John Schwartz z Bubbleblabberu ohodnotil krátký film známkou 9/10 a popsal jej jako „velmi krátkou epizodu, která nabízí obrovské množství dojmů, které opakují téměř vše z vlastnictví Hvězdných válek“. Líbila se mu „epická bitva světelných mečů, která končí zcela nečekaně“ a jež podle Schwartze měla pokračovat. Poznamenal také, že scénář krátkého filmu „částečně napsal Michael Price, což je ideální volba, vzhledem k tomu, že dlouholetý producent Simpsonových je také encyklopedií Hvězdných válek a vytvořil další parodie pro různé stanice“.
Mike Celestino ze serveru Laughing Place ve své recenzi napsal, že ačkoli je kreslený film „kratší než předchozí dva, rozhodně není méně zábavný“.
Server CBR označil tento krátký film za nejhorší ze všech Simpsonových s Maggie Simpsonovou v hlavní roli a označil ho za „krok zpět“.
V červenci 2021 byl krátký film nominován na cenu Emmy v kategorii nejlepší krátký animovaný film.